# David L. Cunningham
Pour les articles homonymes, voir Cunningham.
David L. Cunningham est un réalisateur, producteur et scénariste américain né le 24 février 1971 à Lausanne en Suisse.

## Filmographie

### Réalisateur
- 1991 : The Pitcairn Story: Mutineers in Paradise (TV)
- 1992 : Target World (TV)
- 1993 : Passport to the World (TV)
- 1995 : Pacific Mercy Ships (TV)
- 1996 : Walkabout Australia (vidéo)
- 1996 : Baja 1000
- 1998 : Beyond Paradise (en)
- 1999 : The Dream Center: Hope for the Inner City
- 2001 : Chungkai, le camp des survivants (To End All Wars)
- 2005 : La Petite Maison dans la prairie (feuilleton TV)
- 2006 : Destination 11 Septembre (The Path to 9/11) (TV)
- 2007 : Les Portes du temps
- 2018 : Running for Grace (en)
- 2022 : The Wind & the Reckoning (en)

### Producteur
- 1991 : The Pitcairn Story: Mutineers in Paradise (TV)
- 1992 : Target World (TV)
- 1993 : Passport to the World (TV)
- 1995 : Pacific Mercy Ships (TV)
- 1996 : Walkabout Australia (vidéo)
- 1996 : Baja 1000
- 1998 : Beyond Paradise (en)
- 1999 : The Dream Center: Hope for the Inner City
- 2001 : Chungkai, le camp des survivants (To End All Wars)

### Scénariste
- 1991 : The Pitcairn Story: Mutineers in Paradise (TV)
- 1992 : Target World (TV)
- 1993 : Passport to the World (TV)
- 1996 : Walkabout Australia (vidéo)

## Distinctions

### Récompenses
- Primé au Heartland Film Festival pour Chungkai, le camp des survivants en 2002 du Grand Prize for Dramatic Feature

### Nominations
- nommé au Hawaii International Film Festival en 2001 pour Chungkai, le camp des survivants en tant que Best Feature Film
- nommé par la Political Film Society en 2003 pour Chungkai, le camp des survivants d'un PFS Award récompensant le traitement de l'Exposé, des Droits de l'homme, et de la Paix.